# Dagmar Chobot

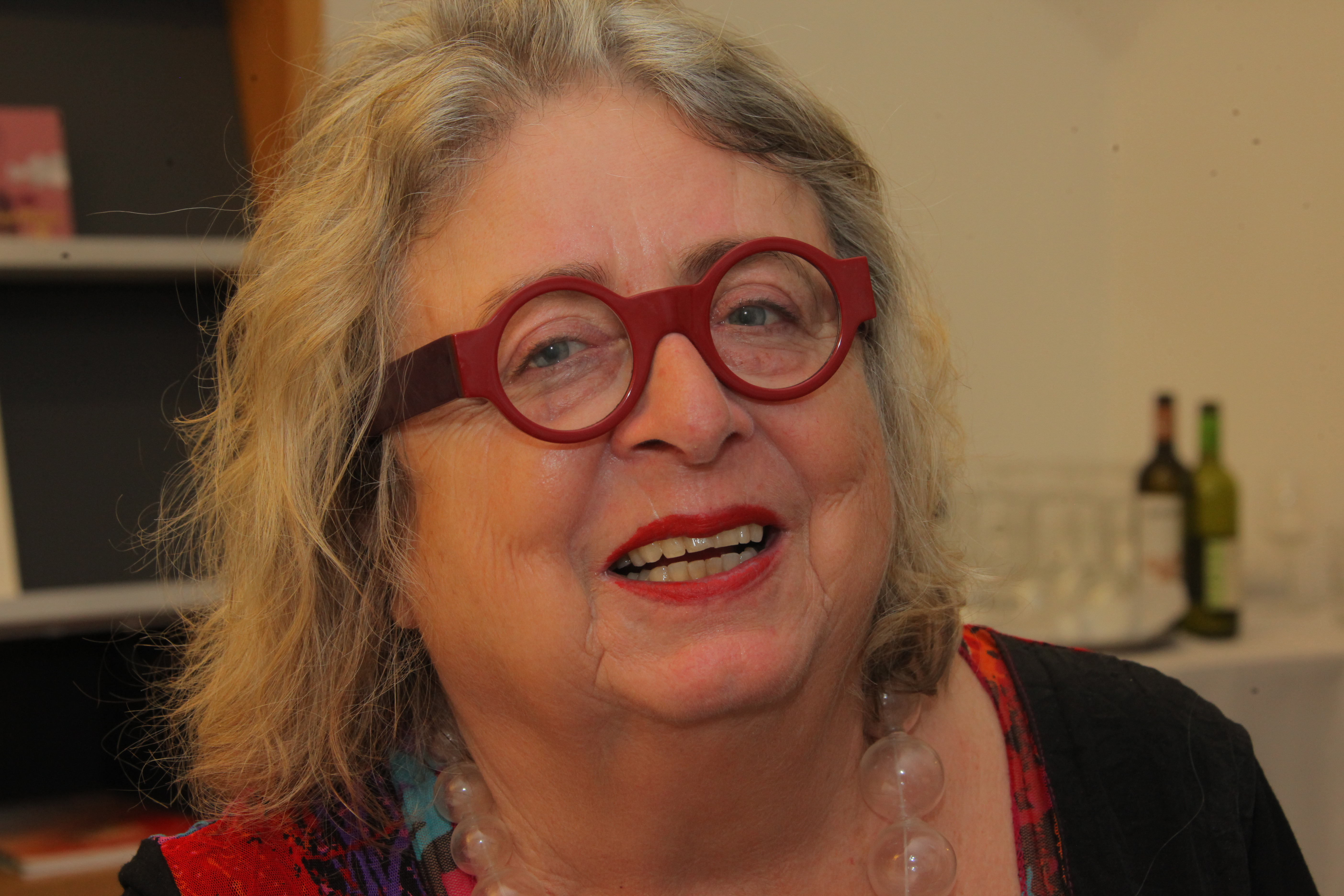
Dagmar Chobot (2017)

Dagmar Chobot (* 31. August 1946 in Wien) ist eine österreichische Galeristin. 1983 übernahm sie die Geschäftsführung der Galerie Chobot, 1010 Wien, Domgasse 6, mit dem Schwerpunkt auf zeitgenössische Skulptur.

## Leben und Wirken
Dagmar Chobot trat nach der Matura 1965 in die Zentralsparkasse der Gemeinde Wien ein (jetzt Bank Austria, Unicredit), wo sie in der Zweigstelle Wipplingerstraße ihre Ausbildung zur Bankkauffrau erfuhr.
1968 erfolgte die Heirat mit dem Schriftsteller Manfred Chobot und der Beginn der Sammlung von zeitgenössischer österreichischer Kunst. Gemeinsam mit ihrem Mann gründete sie 1971 das Atelier Yppen in der Yppengasse, Wien-Ottakring, wo sie Ausstellungen österreichischer bildender Kunst zeigte. Freundschaft und Zusammenarbeit mit Künstlern wie Alfred Hrdlicka, Adolf Frohner, Hans Staudacher, Bruno Gironcoli, Gunter Damisch, Felix Waske u. a.
Im Jahr 1978 übernahm Dagmar Chobot eine Führungsposition im Zweigstellenbereich der Bank. 1983 erfolgte die Übersiedlung der Galerie Yppen in die Domgasse 6, 1010 Wien.
1985 ging sie in die Lehre bei Rudolf Springer, Berlin, dem Doyen des deutschen Kunsthandels, dadurch Ausweitung auf internationale Kunst und Teilnahme an internationalen Kunstmessen sowie Umbenennung in Galerie Chobot. 1988 wurde Dagmar Chobot die Leitung der Filiale Auhofstraße der Bank Austria übertragen.
Als Vorstandsmitglied war Dagmar Chobot von 1988 bis 2004 im Verband österreichischer Galerien tätig. Die Geschäfts- und Ausstellungsräume in der Domgasse wurden 1993 erweitert.
1997 beendete Dagmar Chobot ihre Banktätigkeit und engagierte sich seither ausschließlich im Kunst- und Kulturbereich, was zur Zusammenarbeit mit renommierten Museen führte, wie Lentos – Linz, Albertina – Wien, MUMOK – Wien, Leopold Museum – Wien, und Künstlern wie A. R. Penck, Wolf Vostell, Georg Baselitz, Dieter Appelt, Jiří Georg Dokoupil und den Gugginger Künstlern. Teilnahme an Kunstmessen in Basel, Paris, Frankfurt, Montreal, Los Angeles, Köln und Wien. Wissenschaftliche Arbeit und Aufarbeitung des Nachlasses von Karl Anton Fleck.
Seit 2000 Spezialisierung auf den Schwerpunkt Skulptur, insbesondere auf Künstler in der Nachfolge von Fritz Wotruba, wie Andreas Urteil, Josef Pillhofer, Rudolf Schwaiger, Oskar Bottoli, Herbert Albrecht, Wander Bertoni, Alfred Czerny, Heinz Leinfellner sowie auf jüngere Bildhauer, wie Walter Moroder und Alfred Haberpointner. Von 2004 bis 2014 war Dagmar Chobot als maßgebliche Kuratorin für die NÖ Art (Niederösterreichgesellschaft für Kunst und Kultur) tätig.[5]
Anlässlich ihres 70. Geburtstags stiftete sie 2016 den Dagmar Chobot Skulpturenpreis in der Höhe von 10.000 Euro, der am 6. Oktober im Leopold Museum erstmals überreicht wurde, und zwar an Angelika Loderer. Der Dagmar Chobot Skulpturenpreis wird in der Folge in Zusammenarbeit mit der Verwertungsgesellschaft Bildrecht jährlich an eine junge Bildhauerin oder einen jungen Bildhauer vergeben. Weitere Preisträger waren Thomas Feuerstein (2024), Judith Fegerl (2022), Constantin Luser (2020), Anne Schneider (2019), Roman Pfeffer (2018) sowie Sofie Thorsen (2017).

## Auszeichnungen
- 1995: Goldenes Verdienstzeichen des Landes Wien für kulturelle Tätigkeiten
- 2008: Silbernes Ehrenzeichen für Verdienste um das Bundesland Niederösterreich
- 2024: Berufstitel Professor[1]

## Publikationen (Auswahl)
- Wolf Vostell, Tauromaquie – Automaquie – Frauenmaquie, 1987–88, Chobot, Wien 1988, ISBN 3-900346-15-1.
- Fluxus, wie die Zeit vergeht. Gespräch mit Wolf Vostell (1932–1998). In: Manfred Chobot: Blinder Passagier nach Petersburg. Essays und Interviews. edition lex liszt 12, Oberwart 2009, ISBN 978-3-901757-90-7.
- landscape contemporary – Die Landschaft in Veränderung. St. Pölten: NöART 2009; ISBN 978-3-200-01606-4.
- Veiling – H.H. Capor. St. Pölten, NöART 2010; ISBN 978-3-9502874-0-0.
- Wotruba Schule – Skulptur als Markenzeichen. St. Pölten: NöART 2010; ISBN 978-3-9502874-2-4.
- Das Kreuz in der Bildhauerei – Symbol, Religion, Mythos. St. Pölten: NöART 2011; ISBN 978-3-9502874-3-1.
- Nacktheit dein Name sei Akt – Unschuld – Schönheit. St. Pölten: NöART 2012; ISBN 978-3-9502874-8-6.
- Der optische Fingerabdruck des Menschen. Das Porträt in Skulptur, Malerei, Foto und Zeichnung. St. Pölten: NöART 2013; ISBN 978-3-9503446-1-5.
- Ver-rückt. Art Brut aus der Sammlung Dagmar und Manfred Chobot. St. Pölten, NöART 2014; ISBN 978-3-9503446-3-9.

## Publikationen (Textbeiträge)
- Parallel Vision (mit Manfred Chobot) S 224–229. In: Angelika Bäumer (Hrsg.): andersART. Kunst im Fokus. Fonds andersART, Wien 2020; ISBN 978-3-200-07296-1.
- die bilder hielten den rahmen / the pictures held the frame. Der Sammlungskünstler anselm glück im Gespräch mit Dagmar Chobot / anselm glück, artist in the STRABAG Artcollection, in conversation with Dagmar Chobot. In: halb erinnert, halb vorhergesehen. Werke aus der STRABAG Artcollection / Works from STRABAG Artcollection. Klagenfurt: Ritter Verlag 2015; ISBN 978-3-85415-537-9.
- Ver-rückt – Art Brut – Outsider Art. S 88–92. In: Globeart (Hrsg.): (UN)sichtbar – Erklärungsmuster, um die Welt heute zu verstehen. Berlin/Boston: Walter de Gruyter 2015; ISBN 978-3-11-041574-2.
- Michel Nedjar, FR 1947. Mein Bezug zum Künstler. S 107–111. In: Hannah Rieger (Hrsg.): Kunst die verbindet. Die Sammlung Hannah Rieger. Mattersburg: Wograndl 2014; ISBN 978-3-9502841-4-0.
- Du musst die Künstler voll haben. Dagmar Chobot im Gespräch mit E. A. Richter. In: Wespennest Nr. 65, Zeitschrift für brauchbare Texte und Bilder, 1986.